# Mieczysław Krężelewski
Mieczysław Krężelewski (ur. 17 lipca 1926 w Pieckach k. Kruszwicy, zm. 5 lutego 2007) – polski naukowiec, inżynier budowy okrętów, jeden z twórców polskiego okrętownictwa, wieloletni profesor Politechniki Gdańskiej.
Mieczysław Krężelewski był pionierem badań i konstrukcji pływających jednostek niekonwencjonalnych i szybkich: wodolotów i poduszkowców w Polsce. Uznaje się go za twórcę hydromechaniki okrętu jako dyscypliny naukowej zastępującej klasyczną teorię okrętu. Razem z Lechem Kobylińskim był prekursorem i współtwórcą oryginalnej w skali światowej metody i techniki badań modeli w pomniejszonej skali rzeczywistych konstrukcji statków na wodach otwartych. Skonstruowany przez niego wodolot Zryw-I był pierwszym statkiem pasażerskim na płatach nośnych wykorzystywanym komercyjnie w polskiej flocie. Był też jedyną taką jednostką zaprojektowaną, skonstruowaną i zbudowaną w Polsce.

## Życiorys
Mieczysław Krężelewski był synem Stanisława, powstańca wielkopolskiego i Antoniny z domu Kuropatwińskiej. W czasie II wojny światowej był robotnikiem przymusowym. Po wojnie, mieszkając w Kruszwicy, uczęszczał do Państwowego Gimnazjum i Liceum im. Jana Kasprowicza w Inowrocławiu. W okresie tym zaczął uprawiać wioślarstwo w Klubie Wioślarskim Gopło Kruszwica. Po maturze w 1948 rozpoczął studia na Wydziale Budowy Okrętów Politechniki Gdańskiej. Dyplom inżynierski uzyskał w 1952, magisterski – 1954. W 1953 roku został asystentem w wydziałowej Katedrze Teorii Okrętu (KTO). Jeszcze podczas studiów, w Gospodarstwie Pomocniczym powołanym przy katedrze, brał udział w wykonywaniu opracowań technicznych dla rozwijającego się przemysłu okrętowego. W KTO, kilkakrotnie zmieniającej później nazwę i formę organizacji, pracował bez przerwy do 1998. Był tam asystentem, adiunktem, w 1962 obronił pracę doktorską. Po utworzeniu Instytutu Okrętowego PG (IO PG) został w nim kierownikiem Zespołu Naukowo-Badawczego Jednostek Niekonwencjonalnych (1965–72, 1976–82), w 1968 uzyskał tytuł docenta. Po integracji instytutu z Wydziałem Budowy Okrętów, w wyniku czego Instytut Okrętowy zaczął działać na prawach wydziału politechniki, w 1976 habilitował się. W 1982 otrzymał tytuł profesora nadzwyczajnego. W latach 1987–1990 był zastępcą dyrektora IO PG ds. naukowych. W 1992 został nominowany profesorem zwyczajnym. Od 1993–1996 był kierownikiem Katedry Hydromechaniki Okrętu, wywodzącej się z KTO, na Wydziale Oceanotechniki i Okrętownictwa, w który został przekształcony IO PG. Przez cały okres pracy został kilkakrotnie uhonorowany Nagrodami Ministra Nauki, Szkolnictwa Wyższego i Techniki za prace naukowe i dydaktykę. Prof. Mieczysław Krężelewski przeszedł na emeryturę w 1998, przez 2 lata kontynuował jeszcze współpracę badawczą z katedrą.

## Naukowiec, badacz i projektant
Już podczas studiów Krężelewski interesował się szybkimi jednostkami pływającymi. Jego praca dyplomowa dotyczyła projektu wodolotu. Był on od 1955 weryfikowany na modelu, początkowo na Motławie, a rok później w organizowanym przez kierownika katedry Lecha Kobylińskiego Ośrodku Doświadczalnym KTO PG w Iławie nad jez. Jeziorak. Badania obejmujące kolejne modele doprowadziły do opracowania przez Krężelewskiego teorii ruchu i podstaw projektowania wodolotów. Razem z Kobylińskim był również prekursorem i współtwórcą oryginalnej metody i techniki badań modelowych wodolotów (a później poduszkowców i innych jednostek szybkich) na wodach otwartych, wypracowanej w iławskim ośrodku. Jego doktorat i habilitacja, tak jak dyplom z 1954, dotyczyły problematyki jednostek pływających na płatach nośnych.

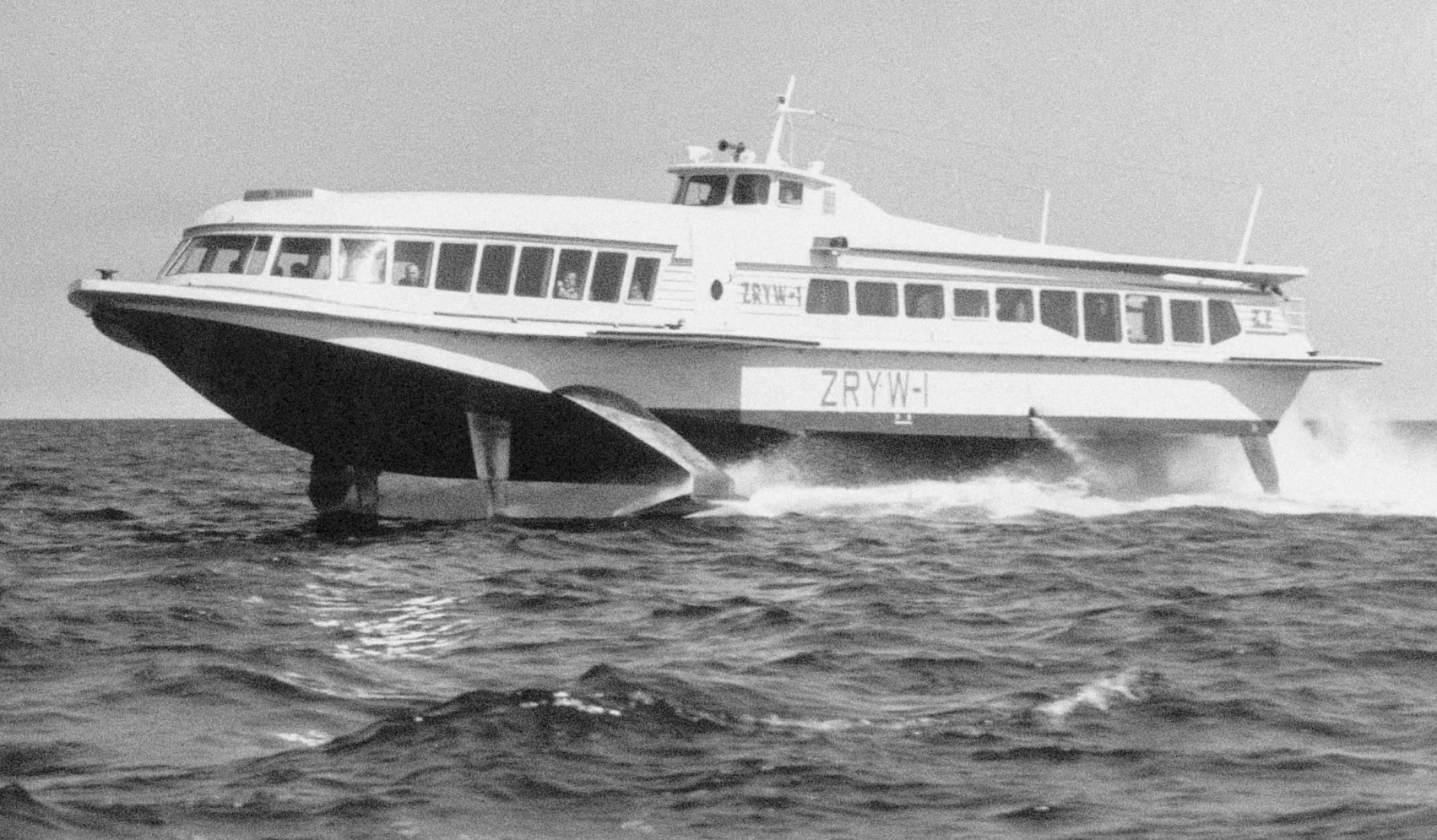
Wodolot Zryw-I

Jednym z efektów prowadzonych badań był wodolot Zryw-I, którego Krężelewski był głównym projektantem. Jednostka zamówiona w 1962 przez Zjednoczenie Żeglugi Śródlądowej przeznaczona była na wody Zalewu Szczecińskiego. Projektowana była dla prędkości 35 w. (65 km/h), która miała zapewniać 76 pasażerom ok. godzinną podróż na trasie Szczecin - Świnoujście. Wodolot zbudowany w Gdańskiej Stoczni Rzecznej w 1965 osiągał nawet 39 w. (72 km/h) przy mocy eksploatacyjnej silnika w dobrych warunkach pogodowych. Według współpracowników Krężelewskiego z katedry decyzja o zaniechaniu eksploatacji jednostki i budowy kolejnych 4 wynikała ze względów pozamerytorycznych, w 1967 biała flota rozpoczęła import wodolotów z ZSRS.
Poza wodolotami Krężelewski brał udział w badaniach nad poduszkowcami, kierowanych przez Kobylińskiego. W 1963 we współpracy z PAN prowadzono badania modelowe poduszkowca bocznościennego. Od 1969, przy częściowym finansowaniu przez Marynarkę Wojenną, potem z Programu Międzyresortowego, pracowano nad poduszkowcami amfibijnymi. Rozpracowano teoretycznie i doświadczalnie problemy oporu i stateczności. Opracowano też szereg typów kurtyn (fartuchów) zapewniających dobre właściwości oporowe i statecznościowe tego typu pojazdom. Opracowano również projekt poduszkowca patrolowego, którego duży, 2,5-tonowy model badany na Jezioraku wykazywał bardzo dobre właściwości. Prace te trzeba było przerwać w 1977 ze względu na utratę finansowania.
W latach 1979–85 Krężelewski kierował grupą tematyczną Hydromechanika, utworzoną w ramach Problemu Międzyresortowego  MR−I−27, a w okresie 1986–90 był kierownikiem Celu nr 53: Rozwój metod teoretycznych hydromechaniki w zastosowaniu do projektowania kształtów kadłuba, pędników i konstrukcji w Centralnym Programie Badawczo−Rozwojowym nr 9.5. Program miał charakter poznawczy i opracowania wynikowe stały się bazą dla wielu wdrożeń. W okresie 1990–2000 realizował 3 kolejne programy badawcze (finansowane z grantów Komitetu Badań Naukowych), dotyczące podstaw projektowania i badania charakterystyk ruchu statków na płatach nośnych. Efektem tych prac były programy komputerowe przydatne projektantom. Wyniki prac naukowych prof. Krężelewskiego były publikowane w kilkudziesięciu referatach na konferencjach krajowych i zagranicznych oraz w czasopismach specjalistycznych. Opracował również wiele ekspertyz i opinii dla różnych instytucji związanych z gospodarką morską oraz dla Marynarki Wojennej. Był współautorem 17 patentów. W latach 50. i 60., gdy Mieczysław Krężelewski rozpoczynał badania problematyki wodolotów i poduszkowców, były to prace pionierskie w polskim okrętownictwie a tematyka – nieopisana w fachowej literaturze światowej.

## Działalność dydaktyczna
Prowadził wykłady z przedmiotów Teoria okrętu a od 1972 Hydromechanika okrętu. Było to wyrazem zmiany podejścia do organizacji wiedzy w tej dziedzinie okrętownictwa. Krężelewski był w skali światowej prekursorem hydromechaniki okrętu jako nowej dziedziny nauki, wiążącej, jako podstawową, hydromechanikę ogólną z teorią okrętu. Ujęcie tak zdefiniowanego obszaru nauki zawarł w podręczniku Hydromechanika ogólna i okrętowa. Był promotorem szeregu prac dyplomowych i 9 przewodów doktorskich oraz recenzentem prac kwalifikacyjnych, doktoratów i habilitacji. Był twórcą programu i kierownikiem organizowanego przez katedrę dla pracowników własnych i zaplecza badawczego przemysłu okrętowego Studium Podyplomowego Hydromechaniki Okrętu. W latach 1973–74 (2 semestry) i 1977–78 (3 semestry) studium ukończyło odpowiednio 17 i 21 uczestników.

## Ważniejsze publikacje książkowe[5]
- Zbiór zadań z teorii okrętu. Cz. I. W. Wełnicki., M. Krężelewski. PWN 1957
- Poradnik okrętowca t. II. M. Frąckowiak, L. Kobyliński, M. Krężelewski, W. Wełnicki i inni. Wydawnictwo Morskie 1960
- Hydromechanika ogólna i okrętowa. M. Krężelewski. Politechnika Gdańska Cz. I. 1977, 1982, Cz. II. 1982

## Odznaczenia[4]
- Złoty Krzyż Zasługi (1974)
- Krzyż Kawalerski Orderu Odrodzenia Polski (1983)
- Medal Komisji Edukacji Narodowej (1994)